# كارلوس ماريجيلا
كارلوس ماريجيلا (بالبرتغالية: Carlos Marighella‏) (5 ديسمبر 1911-4نوفمبر 1969) ماركسي ثوري من البرازيل وكاتب شيوعي من أهم كتاب الحركة الثورية المسلحة في أمريكا اللاتينية صاحب اسهامات مهمة في الفكر الماركسي اللينيني الثوري ومن أشهر كتبه دليل حرب العصابات في المدن وهو كتيب يعلم الطرق العسكرية من أجل اسقاط الأنظمة الاستبدادية العسكرية العميلة للولايات المتحدة الأمريكية.
على عكس تشي جيفارا المتأثر بفكر الرئيس الصيني ماو تسي تونغ كان ماريجيلا يؤمن بحرب العصابات في المدن وليس فقط بالريف واعتبر أهميتها كأساس للتمرد على الأنظمة العسكرية وكان يرى أن تحويل الصراع السياسي إلى صراع مسلح من أهم أسس إسقاط الأنظمة العسكرية التي وصفها بالفاشية.

## سيرته
ولد ماريجيلا في السلفادور في البرازيل في باهيا وكان ينحدر من عائلة ذات أصول إيطالية من المهاجرين ومن جهة والده ينحدر من العبيد الذين جلبهم المستعمر الأبيض إلى العالم الجديد والدته من أصول سودانية
أنهي دراسته في معهد البوليتيكنك عام 1934 وحاول أخذ شهادة البكالوريوس في الهندسة المدنية وانتسب إلى الحزب الشيوعي البرازيلي اعتقل عام 1932 وفي عام 1939 تعرض للسجن حتى عام 1945 تعرض خلالها لأصناف التعذيب الوحشي.
زار الصين بدعوة من اللجنة المركزية للحزب الشيوعي الصيني بقيادة ماو تسي تونغ بين عامي 1953 و1954
اعتقل مجدداً عام 1964 من قبل عناصر الشرطة السياسية الذين اطلقوا عليه الرصاص وأصابوه

## العمل الثوري واغتياله
شارك نظرياً وعملياً في الحركات المسلحة التي قامت ضد الحكم العسكري وشاركت مجموعته الثورية مع حركة 8 أكتوبر الثورية باختطاف السفير الأمريكي تشارلز بيرك وقررت الدوائر السياسية والعسكرية التخلص منه فاغتالته صباح يوم 4 نوفمبر عام 1969 في كمين أعدته الشرطة السياسية وتم قتله في سيارته

## رمزية ماريجيلا
يعتبر ماريجيلا من آباء الحركة الثورية المسلحة في أمريكا اللاتينية على غرار تشي جيفار وأبيمال غوزمان استقال من الحزب الشيوعي البرازيلي ((CPB وساهم بتشكيل حزب شيوعي (PCB) ومنظمة فعل التحرير الوطني Ação Libertadora Nacional (ALN) في الحزب الشيوعي الثوري الذي شارك بتأسيسه كان ماريجيلا يرفض العمل السياسي كأساس لحركته وتأكيد العمل الثوري المسلح رافضاً التيار الإصلاحي المنتسب للمؤتمر العشرين للحزب الشيوعي البلشفي السوفييتي ومتأثراً بالتعاليم الماركسية اللينينية للزعيم الصيني ماوتسي تونغ إلا أنه طور أساليباً متوافقة مع المجتمع البرازيلي.
يعد رمزاً من رموز الشيوعية الثورية وملهماً للحركات المسلحة التي كافحت حتى إسقاط الحكم الديكتاتوري ووصول اليسار إلى السلطة في البرازيل وتعتبر رئيسة البرازيل ديما روسلوف من العناصر التي شاركت في شبابها بالحركات المسلحة التي أسس لها ورسخ تعاليمها ماريجيلا

## روابط خارجية
- كارلوس ماريجيلا على موقع ميوزك برينز (الإنجليزية)